# Schlosswil
Schlosswil és un municipi del cantó de Berna (Suïssa), cap del districte de Konolfingen.